# Prorasea fernaldi
Prorasea fernaldi là một loài bướm đêm trong họ Crambidae.